# Unione Sportiva Salernitana 1919 2019-2020
Questa voce raccoglie le informazioni riguardanti l'Unione Sportiva Salernitana 1919 nelle competizioni ufficiali della stagione 2019-2020.

## Stagione

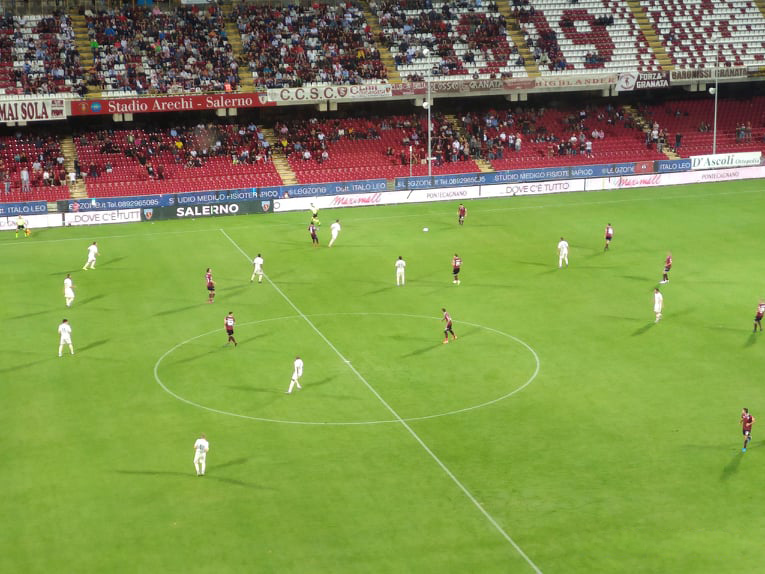
Salernitana-Chievo

Claudio Lotito piazza il gran colpo ingaggiando l'ex commissario tecnico della Nazionale Italiana di Calcio Gian Piero Ventura, che vuole fortemente a Salerno il suo pupillo Alessio Cerci. 
La squadra parte bene battendo il Pescara alla prima giornata per 3-1 e il Cosenza fuori casa per 1-0. Alla terza giornata arriva la prima sconfitta davanti a 18.000 spettatori perdendo per 0-2 nel derby col Benevento (futuro vincitore del campionato).
Dopo la sconfitta nel derby, la Salernitana conquista 8 punti in 4 partite, battendo entrambe fuori casa il Trapani e il Livorno (vittoria macinata all'ultimo minuto in rimonta e che porta il "Cavalluccio" momentaneamente al secondo posto) e pareggiando con Chievo e Frosinone (dove i ciociari agguantano il pareggio in zona Cesarini).
I granata cominciano a mostrare prestazioni altanelanti, infatti conquistano 6 punti in 8 giornate, frutto di una vittoria sofferta contro la Virtus Entella (sorpresa del campionato), due pareggi con Perugia (dove i granata subiscono per la seconda volta in stagione il gol del pareggio all'ultimo minuto) e Ascoli, e 5 sconfitte con Venezia, Pisa, Cremonese, Cittadella e nel sentito derby con la Juve Stabia.
Questi risultati fanno scivolare la Salernitana al quattordicesimo posto, mettendo in discussione il tecnico e creando malcontento nell'ambiente.
La squadra riuscirà a uscire dalla crisi, battendo all'Arechi per 3-2 il Crotone secondo in classifica, pareggiando 1-1 contro l'Empoli fuori casa e vincendo nuovamente nelle mura amiche per 4-0 contro il Pordenone (altra sorpresa del campionato che in quel momento era secondo). Infine perderà fuori casa contro lo Spezia per 2-1, chiudendo il girone d'andata al decimo posto (stesso dato della stagione precedente).
Nel mercato di riparazione, la rosa viene ritoccata, acquistando il difensore Ramzi Aya dal Pisa e il centrocampista ex Sampdoria Leonardo Capezzi.
Il girone di ritorno inizia nel migliore dei modi, dopo 15 anni i granata sbancano all'Adriatico contro il Pescara per 1-2, segue un'altra vittoria con il Cosenza con lo stesso risultato, riuscirà poi a tenere testa alla capolista Benevento uscendo dal Vigorito con un pareggio e successivamente verrà sconfitto di misura anche il Trapani, riportando i granata in zona play-off al quinto posto.
Nonostante alcuni scivoloni in trasferta nelle successive giornate dove il "Cavaluccio" verrà sconfitto da Chievo, Frosinone e Perugia; la squadra rimane aggrappata alla zona play off, grazie anche ai punti racimolati tra le mura amiche contro il Livorno e il Venezia.
A marzo il campionato viene sospeso a causa della pandemia di COVID-19. Nel ritorno in campo a giugno, si vede una squadra diversa, dove alterna nuovamente prestazioni altanelanti.
Comincia pareggiando 1-1 col Pisa, poi perde di misura al Comunale contro l'Entella, pareggia nuovamente all'Arechi con un rocambolesco 3-3 contro la Cremonese e perde fuori casa 3-2 contro l'Ascoli.
La vittoria arriva sempre tra le mura amiche nel derby con la Juve Stabia per 2-1 e contro il Cittadella per 4-1.
A quattro giornate dalla fine del campionato, i granata si trovano in zona play-off, ma a causa della rimonta dell'Empoli, la squadra conquista pochi punti. Infatti pareggia con Crotone e Pordenone, e perde lo scontro diretto in casa con l'Empoli per 2-4.
All'ultima giornata, la Salernitana si gioca l'accesso ai play-off contro lo Spezia già qualificato. Dopo essere passati in vantaggio, i granata si fanno recuperare in extremis per 1-2 chiudendo la stagione con un anonimo decimo posto.
Gli scadenti risultati, unitamente ad un difficile rapporto con Claudio Lotito, porteranno a fine campionato all'addio di Gian Piero Ventura.
Tra le poche note positive la vena realizzativa di Milan Djuric, criticato nello scorso campionato, qui va in rete per 12 volte, suo primato personale in carriera.

## Divise e sponsor

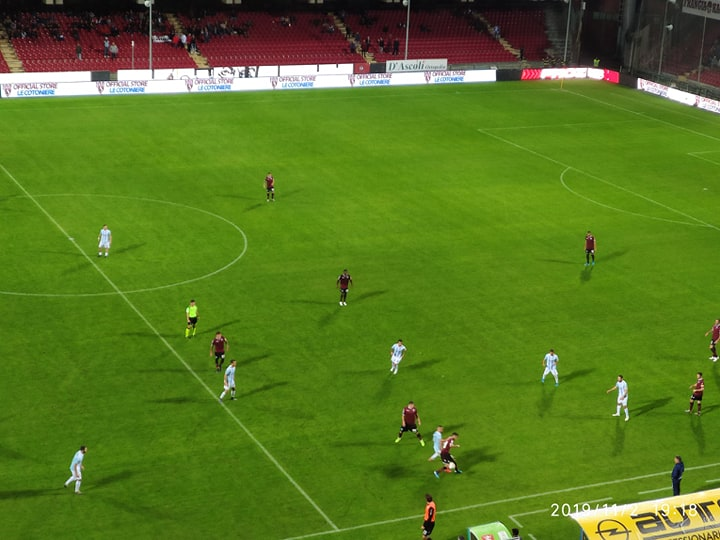
Salernitana-Entella

Lo sponsor tecnico per la stagione 2019-2020 è Zeus Sport. Confermato per tutte le squadre di serie B il top sleeve sponsor "Facile ristrutturare" sulla manica sinistra.
| Casa | Trasferta |

## Organigramma societario
Area direttiva
- Amministratore unico: Luciano Corradi
- Consigliere: Claudio Lotito
- Presidente Collegio Sindacale: Ulderico Granata
- Sindaci: Stefano Di Natale, Massimiliano Troiani
- Segretario Generale: Massimiliano  Dibrogni

Area comunicazione e marketing
- Area Marketing e Commerciale: Domenico Verdone, Claudio De Leonardis
- Area Biglietteria: Maria Vernieri
- Collaboratore Biglietteria: Gabriella Borgia
- Supporter Liaison Officer: Yuri D'Amato
- Ufficio Stampa: Gianfranco Lambiase

Area sportiva
- Direttore sportivo: Angelo Mariano Fabiani
- Team Manager: Salvatore Avallone

Area tecnica
- Allenatore: Gian Piero Ventura
- Vice Allenatore: Tiziano De Patre (fino al 17 dicembre 2019), Luigi Genovesi
- Collaboratore tecnico: Matteo Lombardo
- Preparatori atletici: Alessandro Innocenti, Cristoforo Filetti (fino al 18 giugno 2020)
- Preparatore dei Portieri: Giuseppe Zinetti
- Match Analyst: Sandro Antonini

Area sanitaria
- Responsabile Sanitario: Andrea D'Alessandro (fino al 22 maggio 2020), Epifanio D’Arrigo
- Medico sociale: Italo Leo (fino al 22 maggio 2020), Epifanio D’Arrigo
- Fisioterapisti: Angelo Mascolo, Davide Cuoco, Giuseppe Magliano (fino al 30 giugno 2020), Michele Cuoco
- Nutrizionista: Andrea Cioffi

## Rosa
| N. |                                 | Ruolo | Calciatore           |
| -- | ------------------------------- | ----- | -------------------- |
| 1  | Italia (bandiera)               | P     | Gianmarco Vannucchi  |
| 2  | Francia (bandiera)              | D     | Jean-Claude Billong  |
| 3  | Uruguay (bandiera)              | D     | Walter López         |
| 4  | Italia (bandiera)               | D     | Marco Migliorini     |
| 5  | Italia (bandiera)               | D     | Valerio Mantovani    |
| 6  | Ghana (bandiera)                | C     | Moses Odjer          |
| 6  | Italia (bandiera)               | D     | Felipe Curcio        |
| 7  | Italia (bandiera)               | A     | Alessio Cerci        |
| 8  | Italia (bandiera)               | C     | Marco Firenze        |
| 8  | Italia (bandiera)               | C     | Leonardo Capezzi     |
| 9  | Italia (bandiera)               | A     | Emanuele Calaiò      |
| 10 | Gambia (bandiera)               | A     | Lamin Jallow         |
| 11 | Bosnia ed Erzegovina (bandiera) | A     | Milan Đurić          |
| 12 | Italia (bandiera)               | P     | Alessandro Micai     |
| 13 | Marocco (bandiera)              | A     | Sofian Kiyine        |
| 14 | Italia (bandiera)               | C     | Francesco Di Tacchio |
| 15 | Costa d'Avorio (bandiera)       | A     | Cedric Gondo         |

| N. |                           | Ruolo | Calciatore              |
| -- | ------------------------- | ----- | ----------------------- |
| 16 | Cipro (bandiera)          | D     | Antreas Karo            |
| 17 | Italia (bandiera)         | A     | Emanuele Cicerelli      |
| 18 | Italia (bandiera)         | D     | Ramzi Aya               |
| 19 | Italia (bandiera)         | D     | Sedrick Kalombo         |
| 19 | Italia (bandiera)         | D     | Gioacchino Galeotafiore |
| 20 | Italia (bandiera)         | C     | Biagio Morrone          |
| 20 | Italia (bandiera)         | C     | Carmine Iannone         |
| 21 | Costa d'Avorio (bandiera) | C     | Jean-Daniel Akpa-Akpro  |
| 22 | Italia (bandiera)         | P     | Stefano Russo           |
| 23 | Italia (bandiera)         | C     | Fabio Maistro           |
| 24 | Polonia (bandiera)        | D     | Paweł Jaroszyński       |
| 25 | Italia (bandiera)         | C     | Cristiano Lombardi      |
| 26 | Italia (bandiera)         | D     | Pierluigi Pinto         |
| 27 | Polonia (bandiera)        | C     | Patryk Dziczek          |
| 28 | Francia (bandiera)        | D     | Thomas Heurtaux         |
| 32 | Italia (bandiera)         | A     | Niccolò Giannetti       |

## Calciomercato

### Sessione estiva(dall'1/7 al 2/9)
| Acquisti         | Acquisti            | Acquisti           | Acquisti      |
| R.               | Nome                | da                 | Modalità      |
| ---------------- | ------------------- | ------------------ | ------------- |
| D                | Jean-Claude Billong | Benevento          | prestito      |
| D                | Luigi Carillo       | Genoa              | prestito      |
| D                | Maoudo Diallo       | Universidad Oviedo | definitivo    |
| D                | Thomas Heurtaux     | Ankaragücü         | svincolato    |
| D                | Paweł Jaroszyński   | Genoa              | prestito      |
| D                | Antreas Karo        | Lazio              | prestito      |
| D                | Pierluigi Pinto     | Fiorentina         | prestito      |
| C                | Patryk Dziczek      | Lazio              | prestito      |
| C                | Marco Firenze       | Crotone            | definitivo    |
| C                | Sedrick Kalombo     | Rimini             | fine prestito |
| C                | Sofian Kiyine       | Lazio              | prestito      |
| C                | Fabio Maistro       | Lazio              | definitivo    |
| C                | Biagio Morrone      | Juventus           | svincolato    |
| A                | Alessio Cerci       | Ankaragücü         | svincolato    |
| A                | Emanuele Cicerelli  | Foggia             | fine prestito |
| A                | Niccolò Giannetti   | Cagliari           | definitivo    |
| A                | Cedric Gondo        | Lazio              | prestito      |
| A                | Cristiano Lombardi  | Lazio              | prestito      |
| Altre operazioni |                     |                    |               |
| R.               | Nome                | da                 | Modalità      |
| D                | Mirko Esposito      | Siena              | svincolato    |
| C                | Daniele Altobelli   | Ternana            | fine prestito |
| C                | Luca Castiglia      | Ternana            | fine prestito |
| C                | Danilo Gaeta        | Paganese           | fine prestito |
| C                | Vincenzo Garofalo   | Rieti              | fine prestito |
| C                | Franco Signorelli   | Voluntari          | fine prestito |
| A                | Giovanni Cappiello  | Paganese           | fine prestito |
| A                | Iacopo Cernigoi     | Rieti              | fine prestito |
| A                | Antonino Musso      | Trapani            | svincolato    |

| Cessioni         | Cessioni              | Cessioni       | Cessioni      |
| R.               | Nome                  | a              | Modalità      |
| ---------------- | --------------------- | -------------- | ------------- |
| P                | Daniele Lazzari       | Rieti          | definitivo    |
| D                | Alessandro Bernardini |                | svincolato    |
| D                | Tiago Casasola        | Lazio          | fine prestito |
| D                | Guillaume Gigliotti   | Crotone        | definitivo    |
| D                | Hysen Memolla         |                | svincolato    |
| D                | Romano Perticone      | Cittadella     | definitivo    |
| D                | Raffaele Pucino       | Ascoli         | definitivo    |
| D                | Raffaele Schiavi      | Cosenza        | definitivo    |
| C                | André Anderson        | Lazio          | fine prestito |
| C                | Djavan Anderson       | Lazio          | fine prestito |
| C                | Davide Di Gennaro     | Lazio          | fine prestito |
| C                | Andrea Mazzarani      | Catania        | definitivo    |
| C                | Joseph Minala         | Lazio          | fine prestito |
| A                | Francesco Orlando     | Sambenedettese | prestito      |
| A                | Agustín Vuletich      |                | svincolato    |
| Altre operazioni |                       |                |               |
| R.               | Nome                  | da             | Modalità      |
| D                | Mirko Esposito        | Rieti          | prestito      |
| C                | Daniele Altobelli     | Feralpisalò    | prestito      |
| C                | Luca Castiglia        | Padova         | prestito      |
| C                | Danilo Gaeta          | Paganese       | definitivo    |
| C                | Vincenzo Garofalo     | Sambenedettese | svincolato    |
| C                | Andrea Marino         | Rieti          | definitivo    |
| C                | Franco Signorelli     |                | svincolato    |
| A                | Giovanni Cappiello    |                | svincolato    |
| A                | Iacopo Cernigoi       | Sambenedettese | prestito      |
| A                | Carmine Iannone       | Casarano       | prestito      |
| A                | Antonino Musso        | Paganese       | prestito      |
| A                | Emilio Volpicelli     | Sambenedettese | prestito      |

### Sessione invernale(dal 2/1 al 31/1)
| Acquisti         | Acquisti           | Acquisti | Acquisti      |
| R.               | Nome               | da       | Modalità      |
| ---------------- | ------------------ | -------- | ------------- |
| D                | Ramzi Aya          | Pisa     | prestito      |
| D                | Felipe Curcio      | Brescia  | definitivo    |
| C                | Leonardo Capezzi   | Albacete | prestito      |
| Altre operazioni |                    |          |               |
| R.               | Nome               | da       | Modalità      |
| D                | Bruno Pio Giordano | Rieti    | definitivo    |
| A                | Carmine Iannone    | Casarano | fine prestito |

| Cessioni         | Cessioni        | Cessioni   | Cessioni      |
| R.               | Nome            | a          | Modalità      |
| ---------------- | --------------- | ---------- | ------------- |
| D                | Sedrick Kalombo | Rieti      | prestito      |
| D                | Pierluigi Pinto | Fiorentina | fine prestito |
| C                | Marco Firenze   | Venezia    | prestito      |
| C                | Biagio Morrone  | Lazio      | definitivo    |
| C                | Moses Odjer     | Trapani    | definitivo    |
| Altre operazioni |                 |            |               |
| R.               | Nome            | a          | Modalità      |

## Risultati

### Serie B

#### Girone di andata
| Arbitro: | Rapuano (Rimini) |

|                               |           |                |
| Jallow 36’, 78’ Giannetti 82’ | Marcatori | 54’ Campagnaro |

| Arbitro: | Minelli (Varese) |

|  |           |             |
|  | Marcatori | 47’ Firenze |

| Arbitro: | Abbattista (Molfetta) |

|  |           |                      |
|  | Marcatori | 61’ N. Viola 65’ Sau |

| Arbitro: | Massimi (Termoli) |

|  |           |                   |
|  | Marcatori | 72’ (rig.) Kiyine |

| Arbitro: | Volpi (Arezzo) |

|                   |           |              |
| Kiyine 36’ (rig.) | Marcatori | 29’ Đorđević |

| Arbitro: | Ghersini (Genova) |

|                          |           |                                                    |
| Marsura 18’ Raičević 57’ | Marcatori | 45+1’ Migliorini 59’ (aut.) Di Gennaro 90+1’ Đurić |

| Arbitro: | Ros (Pordenone) |

|                   |           |               |
| Kiyine 31’ (rig.) | Marcatori | 90+5’ Capuano |

| Arbitro: | Amabile (Vicenza) |

|             |           |  |
| Bocalon 42’ | Marcatori |  |

| Arbitro: | Aureliano (Bologna) |

|                   |           |               |
| Kiyine 55’ (rig.) | Marcatori | 90’ Buonaiuto |

| Arbitro: | Camplone (Pescara) |

|                          |           |            |
| Di Quinzio 6’ Fabbro 13’ | Marcatori | 79’ Jallow |

| Arbitro: | Dionisi (L'Aquila) |

|                        |           |             |
| Maistro 80’ Jallow 84’ | Marcatori | 89’ F. Poli |

| Arbitro: | Marinelli (Tivoli) |

|                |           |  |
| D. Ciofani 72’ | Marcatori |  |

| Arbitro: | Pezzuto (Lecce) |

|                        |           |  |
| Cissé 7’ Canotto 90+6’ | Marcatori |  |

| Arbitro: | Baroni (Firenze) |

|              |           |              |
| Lombardi 24’ | Marcatori | 63’ Scamacca |

| Arbitro: | Rapuano (Rimini) |

|                                           |           |                                           |
| Diaw 29’, 42’ A. Benedetti 31’ D'Urso 70’ | Marcatori | 21’ Đurić 78’ Giannetti 81’ (rig.) Kiyine |

| Arbitro: | Aureliano (Bologna) |

|                             |           |                                    |
| Jallow 64’ Gondo 74’, 90+4’ | Marcatori | 14’ Golemić 86’ (aut.) Jaroszyński |

| Arbitro: | Volpi (Arezzo) |

|                 |           |              |
| La Gumina 45+1’ | Marcatori | 38’ Lombardi |

| Arbitro: | Dionisi (L'Aquila) |

|                               |           |  |
| Đurić 3’, 61’ Kiyine 64’, 89’ | Marcatori |  |

| Arbitro: | Massimi (Termoli) |

|                     |           |            |
| Ragusa 5’ Gyasi 83’ | Marcatori | 85’ Jallow |

#### Girone di ritorno
| Arbitro: | Minelli (Varese) |

|             |           |                |
| Maniero 62’ | Marcatori | 50’, 54’ Đurić |

| Arbitro: | Amabile (Vicenza) |

|                             |           |             |
| Lombardi 31’ Akpa-Akpro 44’ | Marcatori | 14’ Asencio |

| Arbitro: | Illuzzi (Molfetta) |

|         |           |           |
| Sau 69’ | Marcatori | 53’ Đurić |

| Arbitro: | Di Martino (Teramo) |

|           |           |  |
| Đurić 12’ | Marcatori |  |

| Arbitro: | Fourneau (Roma) |

|                             |           |  |
| Giaccherini 28’ (rig.), 70’ | Marcatori |  |

| Arbitro: | Di Martino (Teramo) |

|          |           |  |
| Đurić 6’ | Marcatori |  |

| Arbitro: | Sacchi (Macerata) |

|                |           |  |
| Novakovich 72’ | Marcatori |  |

| Arbitro: | Maggioni (Lecco) |

|                            |           |  |
| Kiyine 45’ (rig.) Karo 69’ | Marcatori |  |

| Arbitro: | Sozza (Seregno) |

|               |           |  |
| Mazzocchi 22’ | Marcatori |  |

| Arbitro: | Ayroldi (Molfetta) |

|           |           |             |
| Đurić 29’ | Marcatori | 53’ Masucci |

| Arbitro: | Camplone (Pescara) |

|                |           |  |
| Mazzitelli 49’ | Marcatori |  |

| Arbitro: | Baroni (Firenze) |

|                                                 |           |                          |
| Dziczek 73’ (rig.) Di Tacchio 79’, 90+6’ (rig.) | Marcatori | 6’, 67’ Celar 85’ Zortea |

| Arbitro: | Fourneau (Roma) |

|                          |           |           |
| Akpa-Akpro 23’ Gondo 81’ | Marcatori | 69’ Forte |

| Arbitro: | Dionisi (L'Aquila) |

|                             |           |                             |
| Trotta 7’, 49’ Ninković 16’ | Marcatori | 55’ (rig.) Kiyine 86’ Đurić |

| Arbitro: | Volpi (Arezzo) |

|                                        |           |              |
| Gondo 14’ Lombardi 32’, 62’ Kiyine 84’ | Marcatori | 37’ Gargiulo |

| Arbitro: | Prontera (Bologna) |

|             |           |             |
| Messias 53’ | Marcatori | 46’ Maistro |

| Arbitro: | Ghersini (Genova) |

|                            |           |                                            |
| Gondo 24’ Đurić 59’ (rig.) | Marcatori | 28’, 40’ Bajrami 43’ Ciciretti 85’ Mancuso |

| Arbitro: | Pezzuto (Lecce) |

|                   |           |                       |
| Burrai 18’ (rig.) | Marcatori | 26’ (rig.) Di Tacchio |

| Arbitro: | Marini (Roma 1) |

|           |           |                         |
| Gondo 30’ | Marcatori | 45+1’ L. Mora 90’ Nzola |

### Coppa Italia
| Arbitro: | Massimi (Termoli) |

|                                      |           |            |
| Kiyine 22’ (rig.) Giannetti 45’, 73’ | Marcatori | 79’ Mangni |

| Arbitro: | Abbattista (Molfetta) |

|                                      |           |  |
| Lapadula 4’, 76’ Falco 61’ Majer 81’ | Marcatori |  |

## Statistiche

### Statistiche di squadra
| Competizione | Punti       | In casa | In casa | In casa | In casa | In casa | In casa | In trasferta | In trasferta | In trasferta | In trasferta | In trasferta | In trasferta | Totale | Totale | Totale | Totale | Totale | Totale | DR |
| Competizione | Punti       | G       | V       | N       | P       | Gf      | Gs      | G            | V            | N            | P            | Gf           | Gs           | G      | V      | N      | P      | Gf     | Gs     | DR |
| ------------ | ----------- | ------- | ------- | ------- | ------- | ------- | ------- | ------------ | ------------ | ------------ | ------------ | ------------ | ------------ | ------ | ------ | ------ | ------ | ------ | ------ | -- |
| Serie B      | 52          | 19      | 10      | 6       | 3       | 35      | 23      | 19           | 4            | 4            | 11           | 18           | 27           | 38     | 14     | 10     | 14     | 53     | 50     | +3 |
| Coppa Italia | Terzo Turno | 1       | 1       | 0       | 0       | 3       | 1       | 1            | 0            | 0            | 1            | 0            | 4            | 2      | 1      | 0      | 1      | 3      | 5      | -2 |
| Totale       | 52          | 20      | 11      | 6       | 3       | 38      | 24      | 20           | 4            | 4            | 12           | 18           | 31           | 40     | 15     | 10     | 15     | 56     | 55     | +1 |

### Andamento in campionato
| Giornata  | 1 | 2 | 3 | 4 | 5 | 6 | 7 | 8 | 9 | 10 | 11 | 12 | 13 | 14 | 15 | 16 | 17 | 18 | 19 | 20 | 21 | 22 | 23 | 24 | 25 | 26 | 27 | 28 | 29 | 30 | 31 | 32 | 33 | 34 | 35 | 36 | 37 | 38 |
| --------- | - | - | - | - | - | - | - | - | - | -- | -- | -- | -- | -- | -- | -- | -- | -- | -- | -- | -- | -- | -- | -- | -- | -- | -- | -- | -- | -- | -- | -- | -- | -- | -- | -- | -- | -- |
| Luogo     | C | T | C | T | C | T | C | T | C | T  | C  | T  | T  | C  | T  | C  | T  | C  | T  | T  | C  | T  | C  | T  | C  | T  | C  | T  | C  | T  | C  | C  | T  | C  | T  | C  | T  | C  |
| Risultato | V | V | P | V | N | V | N | P | N | P  | V  | P  | P  | N  | P  | V  | N  | V  | P  | V  | V  | N  | V  | P  | V  | P  | V  | P  | N  | P  | N  | V  | P  | V  | N  | P  | N  | P  |
| Posizione | 4 | 1 | 8 | 4 | 5 | 2 | 4 | 4 | 5 | 9  | 6  | 8  | 10 | 11 | 14 | 11 | 11 | 8  | 10 | 7  | 4  | 5  | 5  | 6  | 6  | 6  | 5  | 7  | 7  | 7  | 8  | 7  | 9  | 7  | 7  | 8  | 9  | 10 |

Fonte:  Serie B, su calcio.com.
Legenda:

Luogo: C = Casa; T = Trasferta. Risultato: V = Vittoria; N = Pareggio; P = Sconfitta.